# Poche de Courlande

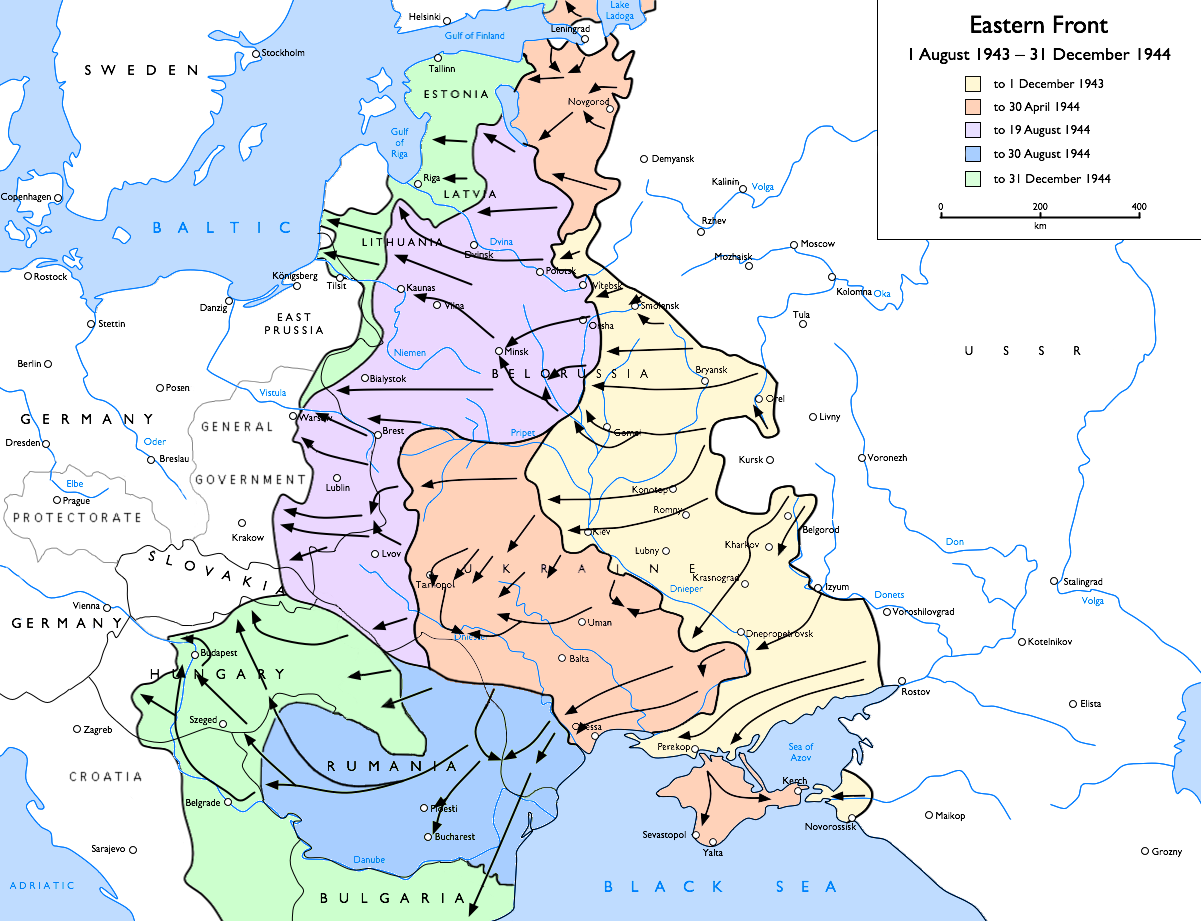
Avancée soviétique du 1er septembre 1943 au 31 décembre 1944 : la poche de Courlande se situe en Lettonie.

La poche de Courlande désigne l'encerclement par l'Armée rouge des forces de l'Axe dans la péninsule de Courlande, à l'ouest de la Lettonie, durant la dernière année de la Seconde Guerre mondiale.

## Préambule
Le 22 juin 1944, trois ans après le début de l'opération Barbarossa, l'Armée rouge lance l'opération Bagration destinée à libérer entièrement de toute occupation militaire allemande la RSS de Biélorussie (Russie blanche) et à éliminer le groupe d'armées Centre.
Ainsi, le 30 juin 1944, son chef d'état-major Kurt Zeitzler, soutenu par les commandants sur le front, notamment Walter Model alors commandant sur le Front de l'Est, proteste contre le refus d'Hitler de retrait des troupes allemandes de Courlande, alors que l'Armée rouge n'a pas encore atteint la Baltique, protestation qui reste sans effet.
Après deux mois de combats et dans le cadre de la poursuite des offensives soviétiques de l'été 1944, les unités soviétiques enfoncent la ligne de front de plus de 600 km et détruisent un grand nombre de divisions du groupe d'armées Centre. Les troupes du 1er front de la Baltique atteignent les rivages de la mer Baltique le 28 juillet 1944 après le succès de l'offensive Siauliai qui permet de libérer Šiauliai, le 27 juillet, et Jelgava le 31 juillet. Cette offensive menace alors directement d'enfermement du groupe d'armées Nord dans les pays baltes,. Cependant, un succès précaire allemand maintient cette menace éloignée pendant encore quelques semaines.

### La Courlande dans la stratégie allemande
Hitler réitère son opposition à ce retrait le 18 octobre 1944, à l'occasion d'un échange avec Heinz Guderian, lors de la préparation de l'offensive des Ardennes. Par la suite, en février 1945 notamment, Guderian évoque à de nombreuses reprises le retrait lors de conférences plus tardives dans le conflit, sans autre résultat que l'évacuation partielle de trois des divisions de la poche. L'évacuation de la totalité des unités maintenues dans la poche aurait permis la constitution d'une réserve opérationnelle en mesure de stopper les opérations menées par les Alliés contre le territoire du Reich proprement dit. Au mois de mars 1945, peu de temps avant son limogeage, Guderian, conscient de la réalité de la situation militaire, tente une dernière fois d'obtenir, sans succès, l'évacuation de la poche.
Cependant, cette évacuation aurait généré de nombreux problèmes logistiques, totalement occultés par Guderian et son état-major : le retrait aurait été une opération rendue compliquée par la forte concentration d'unités soviétiques dans le secteur, par les possibilités d'attaques aériennes constantes et par les capacités de la Kriegsmarine à ce stade de la guerre. L'évacuation de la totalité des unités engagées en Courlande aurait mobilisé les moyens d'une flotte importante pendant 24 jours. 
La perspective de cette évacuation, ou plus simplement de vastes transferts d'unités par une Kriegsmarine encore en mesure de les opérer, constitue, lors de la planification par l'Armée rouge des opérations en Prusse-Occidentale, un facteur important appuyant fortement à partir de février 1945 les arguments soviétiques en faveur de la conquête de Dantzig et Gotenhafen.
Hitler considère la péninsule de Courlande comme une base devant faciliter la reconquête des territoires perdus au cours de l'année 1944, reconquête qui pourrait être rendue possible par d'hypothétiques succès face aux Alliés occidentaux. Ainsi, à la suite du possible succès dans les Ardennes, une offensive lancée conjointement depuis la Vistule et la poche permettrait d'encercler les unités soviétiques en Pologne et dans les pays baltes. Enfin, influencé par Dönitz, Hitler souhaite conserver des points d'appui dans l'est de la Baltique afin de disposer d'une base d'essais pour la nouvelle génération de sous-marins promise par la marine. Cependant, le 17 mars 1945, Dönitz se ravise et affirme à Guderian que le contrôle des ports de la péninsule de Courlande n'est pas indispensable à la mise au point des nouveaux sous-marins, la mer comprise entre la péninsule du Jutland et le delta de la Vistule étant, selon lui, suffisante.

## Unités engagées
Initialement composées d'unités du groupe d'armées Nord, les unités déployées dans la poche sont placées sous le commandement de Ferdinand Schörner, relevé le 25 janvier 1945 par Heinrich von Vietinghoff, auparavant en poste en Italie. Ce dernier prend dès lors en charge des unités dépendant anciennement du groupe d'armées Nord regroupées sous l'appellation de groupe d'armées Courlande,.
Dans un périmètre de 240 km, sont confinés 500 000 hommes, soit 32 divisions allemandes, réparties en deux armées allemandes, soutenues par 510 blindés et 178 avions de combat. En mai 1945, le groupe d'armée compte 180 000 combattants.
À ces soldats s'ajoutent de nombreux collaborateurs baltes, réfugiés dans la poche.

## Formation de la poche
L'encerclement est mené côté soviétique par le général Bagramian dans le cadre de l'offensive de la Baltique de l'automne 1944, lorsque, lors de l'offensive de Riga et de l'opération Memel. Le 10 octobre 1944, des unités de la 51e armée soviétique atteignent la mer Baltique au nord de Palanga (Apskritis de Klaipėda en Lituanie). Ainsi, le groupe d'armées allemand Nord, composé des 16e et 18e armées, est coupé du centre du groupe d'armées.
Le même jour, quatre armées soviétiques (1re de choc, 61e, 67e, 10e de la Garde) tentent de prendre Riga. Cependant, la 16e armée allemande oppose une résistance féroce et lance plusieurs des contre-offensives. La partie est de Riga est finalement prise par les Russes le 13 octobre et la partie ouest le 15 octobre.
La superficie de la poche de Courlande est de 15 000 km2. La communication avec le reste de l'Allemagne s'effectue via les ports de Liepaja et de Ventspils. Les 250 000 militaires allemands ainsi encerclés sont répartis en deux armées. Le commandement général du groupement de Courlande est assuré par Carl Hilpert. Du point de vue du commandement allemand, la poche de Courlande est une tête de pont.
À partir du 18 octobre 1944, la ligne de contact des troupes allemandes et soviétiques longe la ligne Tukums-Liepaja et mesure 200 km.
Isolées depuis le mois d'octobre du reste du Reich, les unités engagées en Courlande restent en contact avec le reste du Reich et leur ravitaillement constitue l'une des priorités de la Kriegsmarine,. Ce ravitaillement s’opère, jusqu'au mois de mars 1945, à partir des ports de Dantzig et Gotenhafen, pas encore contrôlés ou même directement menacés par l'Armée rouge. Les hommes stationnés dans la poche restent en contact avec leur famille restée dans le Reich en entretenant une correspondance qui parvient irrégulièrement à ses destinataires.
Le 25 janvier 1945 le groupe d'armées allemandes enfermé dans la poche est renommé groupe d'armées Courlande .

## Batailles

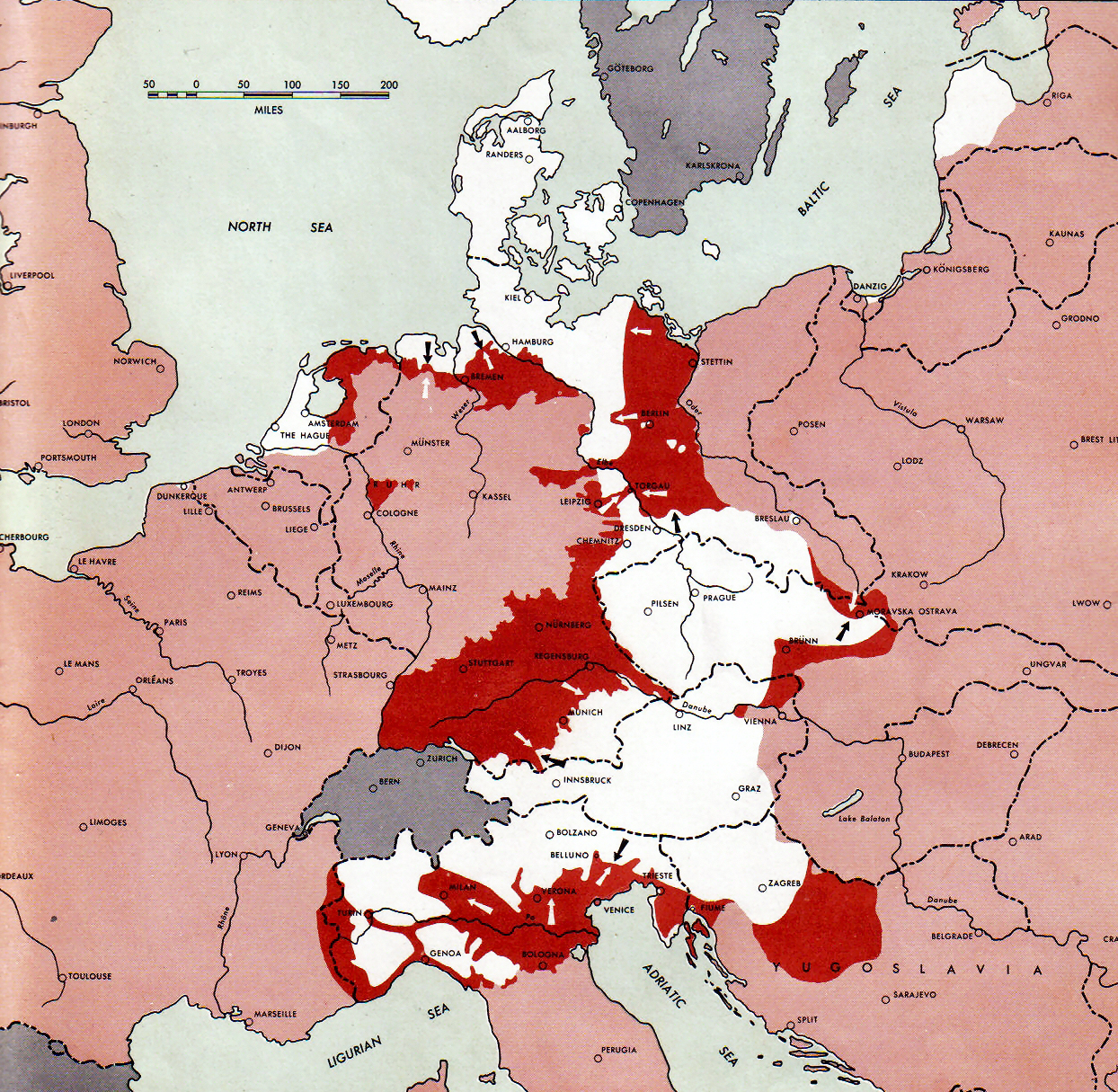
1 mai 1945, état du front sur le théâtre d'opération européen lors de la Seconde Guerre mondiale.

On dénombre chez les Soviétiques cinq à six tentatives pour éliminer le groupe Courlande, qui ont toutes échoué.

### 1rebataille
La première tentative pour percer la ligne de défense allemande a lieu du 16 au 19 octobre 1944, immédiatement après la création de la poche et la prise de Riga. Le quartier général du commandement suprême ordonne aux 1er et 2e fronts de la Baltique de liquider immédiatement le groupement de troupes allemandes du Courlande. La 1re armée de choc, avançant sur la côte du golfe de Riga, agit avec plus de succès que les autres armées soviétiques. Le 18 octobre, elle traverse la rivière Lielupe et s'empare du village de Kemeri, mais le lendemain elle est arrêtée par les Allemands dans la périphérie de Tukums. Le reste des armées soviétiques ne peut alors pas avancer en raison de la résistance farouche des Allemands, qui lancent des contre-attaques.

### 2ebataille
La deuxième bataille de Courlande a lieu du 27 au 31 octobre 1944. Les armées des deux fronts de la Baltique ont combattu sur la ligne Kemeri - Gardena - Letskava, au sud de Liepāja. Les tentatives des armées soviétiques (six armées combinées et une armée de chars) pour percer les défenses allemandes n'apportent que des succès tactiques. Le 1er novembre, l'offensive marque une pause, faute de munitions, et la plupart du matériel est en panne.

### 3ebataille
La troisième tentative a lieu du 21 au 25 décembre 1944, lorsque les troupes soviétiques attaquent la ville de Liepāja. Selon les Allemands, les troupes soviétiques de Courlande ont perdu jusqu'à 40 000 soldats et 541 chars.

### 4ebataille
La quatrième tentative pour percer la ligne de front a lieu du 23 au 30 janvier 1945. Le premier front de la Baltique, renforcé par la 6e armée de la Garde et la 51e armée, lance une opération offensive pour couper les lignes de chemin de fer Priekule-Liepāja et Jelgava-Liepāja, principales voies de communications du groupement au sud de Liepāja, ce qui aurait permis de couper la voie de repli vers le port de Liepāja. Cependant, les Soviétiques ne parviennent ni à liquider les troupes allemands de Priekule et de Skuodas, ni à couper les lignes de chemin de fer. À la fin du mois, les troupes du front arrêtent l'offensive et commencent à consolider leurs positions sur les lignes atteintes.

### 5ebataille
L'opération lancée par le 2e front de la Baltique a pour but d'avancer sur Priekule et de repousser les troupes allemandes au-delà la rivière Bartuva. Elle est également censée prendre Liepāja pour couper l'accès allemand à son port. Le 16 février, la 1re armée de choc et une partie des forces de la 22e armée attaquent sur l'aile droite du front. Le 20 février, le groupement principal du front (la 6e armée de la Garde et une partie des forces de la 51e armée) passent à l'offensive. Après une forte préparation d'artillerie et des bombardements par l'aviation, la ligne de front dans la région de Priekule est percée par des unités des 6e armée de la Garde et 51e armée, auxquelles se sont opposées les 11e, 12e, 121e et 126e divisions d'infanterie de la 18e armée allemande. Le premier jour de la percée, les troupes soviétiques ne réussissent à avancer que de 2-3 km seulement, avec des combats très difficiles. Au matin du 21 février, Priekule est occupée par les unités de flanc droit de la 51e armée, l'avance des troupes soviétiques ne dépassant pas 2 km. La base de la défense ennemie est constituée de chars enterrés dans le sol le long de la tour[Laquelle ?]. Selon les souvenirs du général Mikhail Kazakov (en), les chars allemands ne pouvaient être détruits que par des bombes et des canons de gros calibre, dont les munitions faisaient cruellement défaut. 
De nouvelles divisions allemandes de deuxième et troisième échelons arrivent en renfort, y compris les « pompiers de Courlande », la 14e Panzerdivision. La 126e division d'infanterie battue est remplacée le 24 février par la 132e division d'infanterie. Les troupes allemandes finissent par arrêter l'avancée des troupes soviétiques.
Dans la soirée du 28 février, les formations de la 6e armée de la Garde et de la 51e armée, renforcées par le 19e corps blindé soviétique, parviennent à percer les défenses allemandes sur 25 kilomètres et, après avoir avancé de 9 à 12 kilomètres de profondeur, atteignent la rivière Vaidava. L'objectif primaire est atteint, mais il n'y a plus de ressources disponibles pour exploiter ce succès tactique et en faire une victoire stratégique en perçant à Liepāja, située à environ 30 kilomètres. Le 28 février 1945, l'opération est donc interrompue.

### 6ebataille
La sixième bataille de Courlande a lieu du 17 au 28 mars 1945. Au sud de la ville de Saldus, le matin du 17 mars, les troupes soviétiques font leur dernière tentative afin de percer la ligne de défense allemande. Au matin du 18 mars, l'avancée des troupes a eu lieu sur deux ailes, au plus profond des défenses ennemies. Malgré certains succès significatifs, certaines unités sont obligées de se replier, encerclées par les troupes allemandes en contre-attaque, comme cela s'est produit avec les 8e et 29e divisions de fusiliers de la Garde dans la région du village de Zeni[Où ?]. Le 25 mars, la 8e division motorisée des fusiliers de la Garde, commandée par le général Ivan Panfilov, encerclée par l'ennemi, mène des combats très durs pendant deux jours. Ce n'est que le 28 mars que l'unité soviétique, ayant rompu l'encerclement, rejoint ses compatriotes.

## Liste des unités
Liste des unités qui ont pris part aux batailles :

### Union soviétique
- 1re armée de choc
- 4e armée de choc
- 6e armée de la Garde
- 10e armée de la Garde
- 22e armée
- 42e armée
- 51e armée
- 15e armée de l'air

soit environ 430 000 hommes.

### Allemagne
Le groupe d'armées Courlande se composait de moins de 30 divisions, incomplètes, dont seulement 230 000 soldats prirent part aux combats dans la dernière phase des batailles.
Composition en mars 1945 :
| Wehrmacht - 16e armée - 16e corps d'armée - 81e division d'infanterie - 300. Infanterie-Division z. b. V. - 21. Luftwaffen-Feld-Division - 6e corps d'armée SS (letton) - 24e division d'infanterie - 12e Panzerdivision - 19e division SS (lettone no 2) - 38e corps d'armée - 122e division d'infanterie - 290e division d'infanterie - 329e division d'infanterie - 43e corps d'armée - Festung Windau - 121e division d'infanterie - 18e armée - 1er corps d'armée - 132e division d'infanterie - 218e division d'infanterie - 2e corps d'armée - 263e division d'infanterie - 563. Volksgrenadier-Division - 10e corps d'armée - 30e division d'infanterie - 87e division d'infanterie - 126e division d'infanterie - 50e corps d'armée - 11e division d'infanterie - 205e division d'infanterie - 225e division d'infanterie - 14e Panzerdivision | Luftwaffe - Luftflotte 1 - Jagdgeschwader 54 - Sturzkampfgeschwader 3 - Nahaufklärungsgruppe 5 (Groupe de reconnaissance rapprochée) - Nachtschlachtgruppe 3 (Groupe tactique de nuit) - 6. Flak-Division | Kriegsmarine - 9e division de la sûreté maritime - 1re flottille de dragueurs de mines - 3e flottille de dragueurs de mines - 25e flottille de dragueurs de mines - 31e flottille de dragueurs de mines - 1re flottille de bateaux démineurs – Kapitänleutnant Carl Hoff - 17e flottille de bateaux de déminage - 3e flottille d'avant-poste - 9e flottille d'avant-poste - 17e flottille d'avant-poste - 3e flottille de sécurité - 14e flottille de sécurité - 13e flottille de débarquement - 21e flottille de débarquement - 24e flottille de débarquement - 3e flottille de chasse aux sous-marins - 11e flottille de chasse aux sous-marins - 2e flottille de l'école de hors-bord de la division d'entraînement des hors-bord avec le navire d'escorte de hors-bord Tsingtau |

## Fin de la poche
Le 1er avril 1945, une partie des troupes d'encerclement (y compris la 6e armée de la garde, la 10e armée de la garde, la 15e armée de l'air) est transférée du 2e front balte dissous au front de Leningrad et est chargée de poursuivre le blocus.
Le 10 mai, après la capitulation allemande, une autre tentative est faite pour briser la défense de la Courlande, après quoi plusieurs villages sont occupés et les unités allemandes commencent à se rendre.

## Opérations
Durant les huit mois d'existence de la poche, une guerre de coups de main et d'espions est menée par les Allemands et les collaborateurs lettons.
Conformément aux ordres de Beria, la répression s'organise le long de la ligne de front, des raids de parachutistes et de saboteurs missionnés par les Allemands sont ainsi déjoués en permanence par les services de renseignement soviétiques.

## Collaboration dans la poche
Devant l'avancée soviétique, de nombreux collaborateurs lettons se sont réfugiés dans le territoire sous contrôle allemand.

### Refuge
Le territoire de la poche s'affirme au fil des mois comme le refuge de nombreux collaborateurs politiques et économiques, qui sont de précieux auxiliaires locaux des Allemands.

### Évacuation
Devant les succès soviétiques, de nombreux collaborateurs quittent la Courlande. Ainsi, en septembre 1944, les premiers trains partent de Riga vers le Reich. À partir du moment où les liaisons ferroviaires avec le Reich sont coupées, des évacuations par bateau sont organisées.
Lors de la reddition de la poche, von Vietinghoff, chargé du commandement, adresse au nouveau président du Reich un communiqué dans lequel il l'informe de la volonté de certains collaborateurs lettons de poursuivre la guerre contre les Soviétiques et demande la position du nouveau gouvernement en cas de proclamation de l'indépendance de la Lettonie pour pouvoir éventuellement transformer son groupe d'armées en corps franc.